# Combustible sintètic

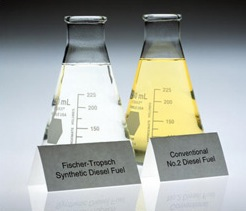

El combustible sintètic o combustible de síntesi és un combustible líquid, o de vegades combustible gasós, obtingut a partir del gas de síntesi, una barreja de monòxid de carboni i hidrogen, en el qual el gas de síntesi es va derivar de la gasificació de matèries primeres sòlides com el carbó o la biomassa o per reforma de gas natural.
Les maneres habituals de refinar combustibles sintètics inclouen la conversió Fischer-Tropsch, conversió de metanol a gasolina, o liqüefacció directa del carbó.
El terme "combustible sintètic" o "combustible sintètic" té diversos significats diferents i pot incloure diferents tipus de combustibles. Les definicions més tradicionals defineixen "combustible sintètic" o "combustible sintètic" com un hidrocarbur produït per una seqüència de reaccions químiques per sintetitzar el combustible a partir d'una matèria primera, normalment de carbó o gas natural, en lloc de seleccionar l'hidrocarbur per destil·lació del petroli cru. En el seu Annual Energy Outlook 2006, l'Energy Information Administration defineix els combustibles sintètics com els combustibles produïts a partir de carbó, gas natural o matèries primeres de biomassa mitjançant la conversió química en cru sintètic i/o productes líquids sintètics. Una sèrie de definicions de combustible sintètic inclouen combustibles produïts a partir de biomassa i residus industrials i municipals. Aquestes definicions també permeten que les sorres bituminoses i l'esquist bituminós s'entenguin com a fonts de combustible sintètics. A més dels combustibles líquids, els combustibles gasosos sintetitzats també es consideren combustibles sintètics. En el seu 'Synthetic Fuels Handbook', el petroquímic James G. Speight va incloure combustibles líquids i gasosos, així com combustibles sòlids nets produïts per conversió de carbó, esquist bituminós o sorres de quitrà, i diverses formes de biomassa, tot i que admet que en el context dels substituts per als combustibles derivats del petroli té un significat encara més ampli. Depenent del context, el metanol, l'etanol i l'hidrogen també es poden incloure en aquesta categoria.